# كوليلونغو
كوليلونغو (بالإيطالية: Collelongo)‏ هي بلدية في مقاطعة لاكويلا في إقليم أبروتسو الإيطالي.

## السكان
في سنة 1861 بلغ عدد السكان 2٬064 نسمة، وتطور العدد ليصل في سنة 2011 لـ 1٬313 نسمة.
يظهر هذا المخطط البياني تطور النمو السكاني لـ كوليلونغو